# Oostelijke Handelskade

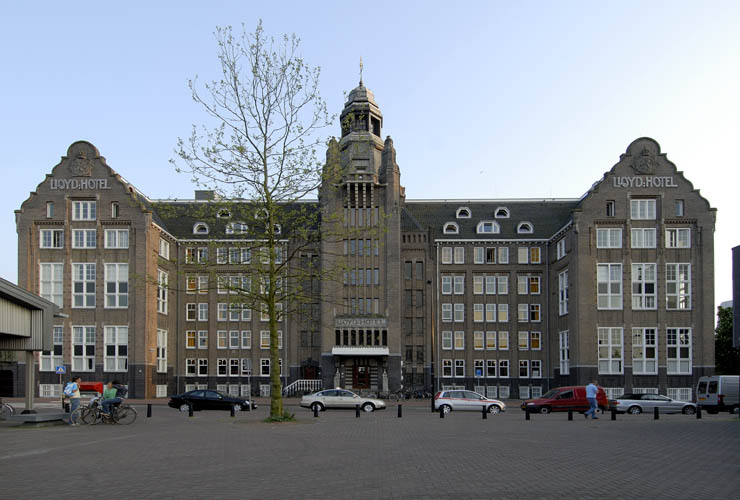
L'hôtel Lloyd, ancien siège de la Koninklijke Hollandsche Lloyd, datant de 1921, et rénové en 2004.

Le Oostelijke Handelskade est une rue d'Amsterdam.

## Situation et accès
Située au cœur du Oostelijk Havengebied, dans l'arrondissement de Oost, elle se trouve dans le prolongement du Piet Heinkade,

## Origine du nom
Étant donné qu'il n'existe pas de Westelijke Handelskade, qui serait son pendant à l'ouest, l'origine du préfixe oostelijk (de l'est) est inconnue.

## Historique
Elle fut baptisée Oostelijke Handelskade en 1883.
Depuis la réhabilitation du quartier dans les années 1990, la rue se trouve dans une zone qui abrite aujourd'hui plusieurs hôtels de luxe, le Muziekgebouw aan 't IJ ainsi que le Passenger Terminal Amsterdam, terminal d'embarquement pour paquebots.